# ديرك ساندرز
ديرك ساندرز (بالفرنسية: Dirk Sanders )‏ (و. 1933 – 2002 م) هو ممثل، ومصمم رقص، من فرنسا، ولد في بوكور، توفي في باريس، عن عمر يناهز 69 عاماً.

## وصلات خارجية
- ديرك ساندرز على موقع IMDb (الإنجليزية)
- ديرك ساندرز على موقع ألو سيني (الفرنسية)
- ديرك ساندرز على موقع قاعدة بيانات برودواي على الإنترنت (الإنجليزية)
- ديرك ساندرز على موقع قاعدة بيانات الأفلام السويدية (السويدية)
- ديرك ساندرز على موقع قاعدة بيانات الفيلم (الإنجليزية)
- ديرك ساندرز على موقع كينوبويسك (الروسية)